# سيلفيا ليغراند
ماريا أوريليا  بولا مارتينيز سواريز (بالإسبانية: María Aurelia Paula Martínez Suárez)‏ الشهيرة باسم سيلفيا ليغراند  (مواليد 23 فبراير 1927) هي ممثلة أرجنتينية وشقيقة الممثلة ومقدمة البرامج الشهيرة ميرثا يغراند.
قامت سيلفيا بتلقي أول دور بطولي لها الذي كان من إخراج أخيها المخرج خوزيه أنطونيو مارتينز سواريز (بالإسبانية: José A. Martínez Suárez)‏، ولها حوالي 20 فيلم بطولة مطلقة. ولدت سيلفيا في مدينة فيلا كاناس وهي بلدة تقع في محافظة سانتا على بعد 200 كيلومتر (120 ميل) من مدينة روساريو. كان والداها من المهاجرين الأسبان. في عام 1934 انفصل والديها. وانتقلت والدتها إلى روزاريو لضمان تعليم أفضل لأطفالها الثلاثة، في حين بقي والدها في فيلا كاناس.

## روابط خارجية
- سيلفيا ليغراند على موقع IMDb (الإنجليزية)
- سيلفيا ليغراند على موقع قاعدة بيانات الفيلم (الإنجليزية)